# Loïc Kouagba
Loïc Kouagba, né le 9 juin 1994 à Clamart, est un footballeur français, qui joue au poste de défenseur central au Red Star FC.

## Biographie
En 2018, il rejoint l'AS Béziers, promu en Ligue 2. Il ne dispute qu'un seul match de Coupe de la Ligue contre l'US Orléans au cours de la première partie de saison.
En janvier 2019, il est prêté au Marignane Gignac FC en National.
Six mois plus tard, il rejoint l'USL Dunkerque. À l'issue de sa première saison dans le Nord, le club est promu en Ligue 2. Il dispute son premier match dans ce championnat le 31 octobre 2020 sur le terrain du FC Chambly Oise, en remplaçant Adon Gomis à deux minutes du terme. Il est titularisé pour la première fois le 21 novembre 2020 contre les Chamois niortais.
En janvier 2022, il s'engage en faveur du Red Star. À l'issue de la saison 2022-2023, il est élu dans l'équipe type du National.

## Palmarès

### En club
| Red Star FC (1) - National (1) : - Champion : 2024 |

## Statistiques
| Saison                | Club                    | Championnat           | Championnat | Championnat | Coupe(s) nationale(s) | Coupe(s) nationale(s) | Total | Total |
| Saison                | Club                    | Division              | M.          | B.          | M.                    | B.                    | M.    | B.    |
| 2014-2015             | AC Boulogne-Billancourt | CFA 2                 | 23          | 1           | -                     | -                     | 23    | 1     |
| 2015-2016             | AC Boulogne-Billancourt | CFA                   | 3           | 0           | -                     | -                     | 3     | 0     |
| 2016-2017             | AC Boulogne-Billancourt | CFA                   | 4           | 0           | -                     | -                     | 4     | 0     |
| Sous-total            | Sous-total              | Sous-total            | 30          | 1           | -                     | -                     | 30    | 1     |
| 2017-2018             | FC Martigues            | National 2            | 24          | 0           | -                     | -                     | 24    | 0     |
| 2018-2019             | AS Béziers              | Ligue 2               | -           | -           | 1                     | 0                     | 1     | 0     |
| 2018-2019             | Marignane Gignac (prêt) | National              | 15          | 0           | -                     | -                     | 15    | 0     |
| 2019-2020             | USL Dunkerque           | National              | 19          | 0           | 1                     | 0                     | 20    | 0     |
| 2020-2021             | USL Dunkerque           | Ligue 2               | 26          | 0           | 1                     | 0                     | 27    | 0     |
| 2021-2022             | USL Dunkerque           | Ligue 2               | 10          | 0           | 1                     | 0                     | 11    | 0     |
| Sous-total            | Sous-total              | Sous-total            | 55          | 0           | 3                     | 0                     | 58    | 0     |
| 2021-2022             | Red Star                | National              | 16          | 0           | -                     | -                     | 16    | 0     |
| 2022-2023             | Red Star                | National              | 34          | 1           | 1                     | 0                     | 35    | 1     |
| Sous-total            | Sous-total              | Sous-total            | 50          | 1           | 1                     | 0                     | 51    | 1     |
| Total sur la carrière | Total sur la carrière   | Total sur la carrière | 174         | 2           | 5                     | 0                     | 179   | 2     |